# Виды рода Горошек
- Список составлен на основе данных сайтов GRIN[1] и NCBI.
- Русские названия видов даны по книге «Флора СССР» (см. раздел Литература).
- Синонимика видов в данном списке не приводится.

| # A B C D E F G H I J K L M N O P Q R S T U V W X Y Z |

## A
- Vicia abbreviata Fisch. ex Spreng. — Горошек укороченный
- Vicia acutifolia Elliott
- Vicia aintabensis Boiss. & Hausskn. — Горошек аинтабский
- Vicia alpestris Steven — Горошек горный, или горошек альпийский
- Vicia americana Muhl. ex Willd. — Горошек американский
- Vicia amoena Fisch. — Горошек приятный
- Vicia amurensis Oett. — Горошек амурский
- Vicia anatolica Turrill — Горошек анатолийский
- Vicia andicola Kunth
- Vicia articulata Hornem. — Горошек одноцветковый
- Vicia assyriaca Boiss. — Горошек ассирийский

## B
- Vicia bakeri Ali — Горошек Бейкера
- Vicia balansae Boiss. — Горошек Баланзы
- Vicia barbazitae Ten. & Guss.
- Vicia benghalensis L. — Горошек бенгальский
- Vicia benthamiana Ali
- Vicia biennis L. — Горошек двулетний
- Vicia bifolia Nakai
- Vicia bithynica (L.) L. — Горошек вифинский
- Vicia bungei Ohwi — Горошек Бунге

## C
- Vicia canescens Labill. — Горошек седоватый
- Vicia cappadocica Boiss. & Balansa — Горошек каппадокийский, или Горошек малопарный
- Vicia caroliniana Walter
- Vicia cassubica L. — Горошек кошубский
- Vicia chinensis Franch. — Горошек китайский
- Vicia chosenensis Ohwi
- Vicia ciliatula Lipsky — Горошек реснитчатый
- Vicia cirrhosa C.Sm. ex Webb & Berthel. — Горошек усиконосный
- Vicia costata Ledeb. — Горошек ребристый
- Vicia cracca L. — Горошек мышиный
- Vicia cretica Boiss. & Heldr. — Горошек критский
- Vicia crocea (Desf.) B.Fedtsch. — Горошек оранжевый
- Vicia cuspidata Boiss.
- Vicia cypria Kotschy

## D
- Vicia dichroantha Diels — Горошек двуцветный
- Vicia dionysiensis Mouterde
- Vicia disperma DC.
- Vicia dumetorum L. — Горошек зарослевый

## E
- Vicia epetiolaris Burkart
- Vicia eristalioides Maxted
- Vicia ervilia (L.) Willd. — Горошек чёткообразный
- Vicia esdraelonensis Warb. & Eig — Горошек ездраелонский

## F
- Vicia faba L. — Боб садовый
- Vicia fauriae Franch.
- Vicia ferruginea Boiss.
- Vicia filicaulis Webb & Berthel. — Горошек тонкостебельный
- Vicia floridana S.Watson
- Vicia fulgens Batt.

## G
- Vicia galeata Boiss. — Горошек шлемовидный
- Vicia galilaea Plitmann & Zohary
- Vicia graminea Sm.
- Vicia grandiflora Scop. — Горошек крупноцветковый

## H
- Vicia hirsuta (L.) Gray — Горошек волосистый
- Vicia hirticalycina Nakai
- Vicia humilis Kunth
- Vicia hyaeniscyamus Mouterde
- Vicia hybrida L. — Горошек помесный, или Горошек гибридный
- Vicia hyrcanica Fisch. & C.A.Mey. — Горошек гирканский

## I
- Vicia incisa M.Bieb. — Горошек надрезанный

## J
- Vicia japonica A.Gray — Горошек японский
- Vicia johannis Tamamsch.

## K
- Vicia kalakhensis Khattab et al.
- Vicia kokanica Regel & Schmalh. — Горошек коканский

## L
- Vicia lathyroides L. — Горошек чиновидный
- Vicia leucophaea Greene
- Vicia lilacina Ledeb. — Горошек лиловатый
- Vicia linearifolia Hook. & Arn.
- Vicia loiseleurii (M.Bieb.) Litv.
- Vicia ludoviciana Nutt.
- Vicia lutea L. — Горошек жёлтый

## M
- Vicia macrograminea Burkart
- Vicia magellanica Hook.f.
- Vicia megalotropis Ledeb. — Горошек крупнолодочковый
- Vicia melanops Sm. — Горошек чёрный
- Vicia menziesii Spreng.
- Vicia mexicana Hemsl.
- Vicia michauxii Spreng. — Горошек Мишо
- Vicia minutiflora D.Dietr.
- Vicia mollis Benth. ex Baker f. — Горошек мягкий
- Vicia monantha Retz. — Горошек одноцветковый, или Горошек шпорцевый
- Vicia montbretii Fisch. & C.A.Mey.
- Vicia montevidensis Vogel
- Vicia multicaulis Ledeb. — Горошек многостебельный

## N
- Vicia nana Vogel
- Vicia narbonensis L. — Горошек нарбонский
- Vicia nervata Sipliv. — Горошек жилковатый
- Vicia nigricans Hook. & Arn. — Горошек чернеющий
- Vicia nipponica Matsum. — Горошек ниппонский
- Vicia noeana Reut. ex Boiss. — Горошек Ное
- Vicia nummularia Hand.-Mazz.

## O
- Vicia ocalensis R.K.Godfrey & Kral
- Vicia ochroleuca Ten. — Горошек жёлто-белый
- Vicia onobrychioides L. — Горошек эспарцетовидный
- Vicia oroboides Wulfen — Горошек сочевичниковидный
- Vicia orobus DC. — Горошек сочевичниковый

## P
- Vicia palaestina Boiss. — Горошек палестинский
- Vicia pallida Hook. & Arn. — Горошек бледный
- Vicia pannonica Crantz — Горошек паннонский
- Vicia parviflora Cav.
- Vicia paucijuga (Trautv.) B.Fedtsch. — Горошек малопарный
- Vicia peregrina L. — Горошек иноземный
- Vicia pisiformis L. — Горошек гороховидный
- Vicia pseudo-orobus Fisch. & C.A.Mey. — Горошек лжесочевниковый
- Vicia pubescens (DC.) Link — Горошек пушистый
- Vicia pulchella Kunth
- Vicia pyrenaica Pourr. — Горошек пиренейский

## Q
- Vicia qatmensis Gomb.

## R
- Vicia ramuliflora (Maxim.) Ohwi — Горошек разветвлённый
- Vicia rigidula Royle

## S
- Vicia sativa L. — Горошек посевной
- Vicia scandens R.P.Murray
- Vicia semiglabra Rupr. ex Boiss. — Горошек полуголый
- Vicia sepium L. — Горошек заборный
- Vicia sericocarpa Fenzl — Горошек шёлковоплодный
- Vicia serratifolia Jacq. — Горошек зубчатолистный
- Vicia sessiliflora Clos
- Vicia sicula (Raf.) Guss.
- Vicia sosnowskyi Ekutim. — Горошек Сосновского
- Vicia sparsiflora Ten. — Горошек редкоцветковый
- Vicia sylvatica L. — Горошек лесной

## T
- Vicia tenuifolia Roth — Горошек тонколистный
- Vicia tetrasperma (L.) Schreb. — Горошек четырёхсемянный
- Vicia tibetica C.E.C.Fisch. — Горошек тибетский
- Vicia tigridis Mout. — Горошек тигрский

## U
- Vicia unijuga A.Braun — Горошек однопарный

## V
- Vicia venosa (Willd. ex Link) Maxim. — Горошек жилковый
- Vicia venosissima Nakai
- Vicia vernus (L.) Bernh. — Чина весенняя, или Сочевичник весенний[2]
- Vicia vicina Clos
- Vicia villosa Roth — Горошек мохнатый